# خوجورنی
خوجورنی (به لاتین: Khojorni) یک منطقهٔ مسکونی در گرجستان است که در شهرداری مارنئولی واقع شده‌است. خوجورنی ۶۳۵ نفر جمعیت دارد و ۸۲۰ متر بالاتر از سطح دریا واقع شده‌است.